# Titine

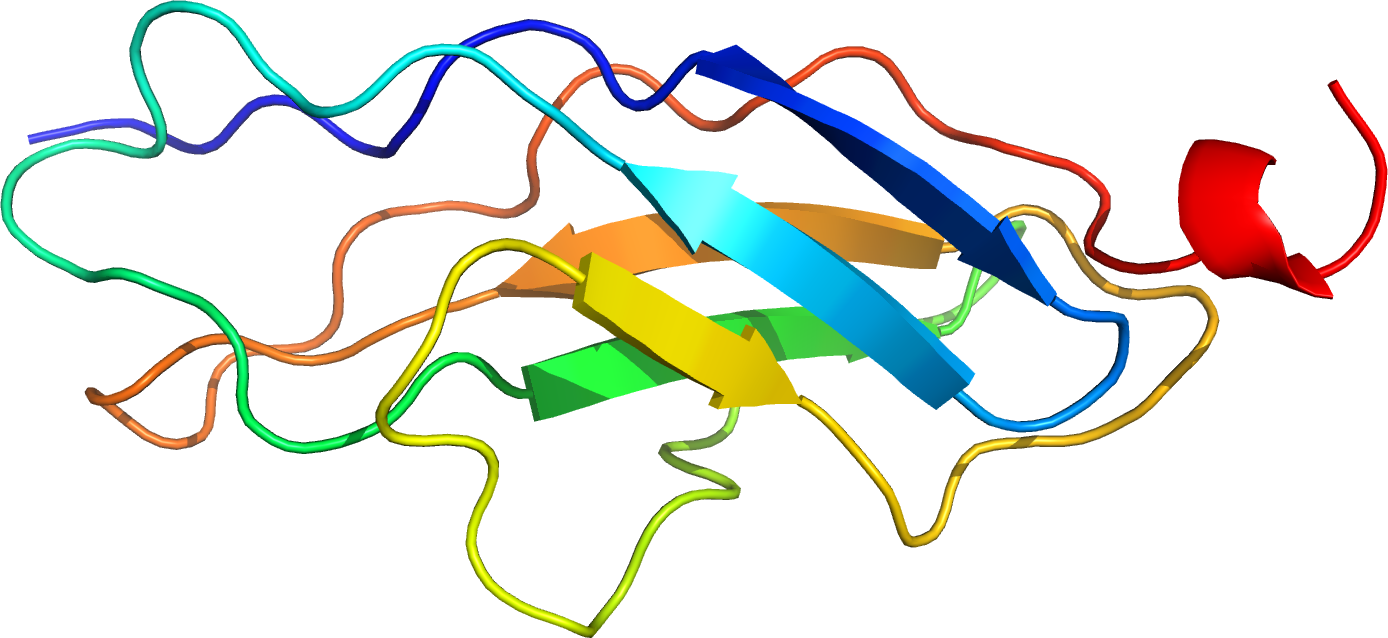
Driedimensionale structuur van de titine PDB:.

Titine of connectine is een proteïne dat vezelachtige structuren (microfilamenten) vormt. Die maken samen met de filamenten van actine en myosine deel uit van de sarcomeer, die ervoor zorgt dat spieren kunnen samentrekken. Titine zelf neemt niet deel aan de spiersamentrekking, maar zorgt onder meer als moleculaire veer voor de elasticiteit en stabiliteit van de spier.
Titine is een extreem groot en lang molecuul. Het is het zwaarste bekende proteïne in termen van moleculaire massa. De menselijke variant heeft een moleculaire massa van meer dan 3,8 miljoen dalton, en bestaat uit een opeenvolging van 27.000 tot meer dan 34.000 aminozuren (afhankelijk van de splice-isovorm). De brutoformule is bepaald op C169718H270459N45687O52243S913. De lengte van het molecuul bedraagt meer dan 1 µm.

## Naam
De volledige chemische naam bevat 189.819 letters. Het uitspreken ervan duurt ongeveer 3,5 uur. 